# Dypsis ambositrae
Dypsis ambositrae – gatunek palmy z rzędu arekowców (Arecales). Występuje endemicznie na Madagaskarze, w prowincji Fianarantsoa. Znane jest tylko jedno jego naturalne sstanowisko.
Rośnie w bioklimacie średniowilgotnym. Występuje na wysokości 1000–1500 m n.p.m.